# Sporothrix foliorum
Sporothrix foliorum är en svampart som beskrevs av J.J. Taylor 1970. Sporothrix foliorum ingår i släktet Sporothrix och familjen Ophiostomataceae.   Inga underarter finns listade i Catalogue of Life.